# Dense Inert Metal Explosive
Dense Inert Metal Explosive (DIME; engl. „Sprengstoff mit dichtem, inertem Metall“) ist eine Granate, deren Wirkung auf einen kleinen Radius konzentriert ist.
Während bei konventionellen Granaten auch Objekte in hundert Metern Entfernung durch Metallsplitter des Geschossmantels verletzt werden, entfaltet sich bei DIME die tödliche Wirkung konstruktionsbedingt auf wenige Meter um den Einschlagpunkt konzentriert. Dies erreicht man, indem man statt der herkömmlichen Metallsplitter, die aufgrund ihrer Größe und ihres Gewichts eine hohe Reichweite haben, Pulver aus Schwermetall verwendet, das wegen seiner großen Oberfläche durch den Luftwiderstand nur einen geringen tödlichen Radius aufweist. Das soll den Einsatz dieser Waffe in Städten ermöglichen, da die unbeabsichtigte Verletzung oder gar Tötung von unbeteiligten Zivilpersonen unwahrscheinlicher wird. Einzig die anvisierte Zielperson, vornehmlich ein gegnerischer Kämpfer, soll getroffen und sicher getötet werden.
Die Projektile bestehen aus einem Kohlenstofffaser-Mantel und dem darin eingeschlossenen Gemisch aus Sprengstoff mit einem Pulver aus schwerem Metall wie Wolfram. Während der Explosion werden die Wolframteilchen – ein Metall, das erst bei ca. 3400 °C (3695 K) schmilzt – über einen Radius von zirka vier Metern geschleudert. Die Wirkung innerhalb dieses Radius ist tödlich.

Da das Metall nicht zur Energie der eigentlichen Explosion durch chemische Umwandlung beiträgt, wird es als inert (inaktiv) bezeichnet. Dagegen wird das anderen Sprengstoffen beigemischte reaktionsfähige Metall wie beispielsweise Aluminium stofflich umgesetzt und erhöht so die freigesetzte Energie. Dieser Effekt wird bei dem Sprengstoff Tritonal genutzt, aber nicht bei DIME.
Nach der amerikanischen Website von Defense Tech ist „das Ergebnis ein unglaublich zerstörender Schlag in einem kleinen Areal“ und die „zerstörerische Kraft der Mischung verursacht weit größeren Schaden als reine Explosivstoffe“. Hinzugefügt wird noch, dass „die Wirkung des Mikro-Schrapnells eine ähnliche, aber viel größere Wirkung habe als ein Schock“.
Offiziell befand sich diese Waffe 2006 noch in der Erprobung, allerdings lassen anders schwer erklärbare Wundbilder an libanesischen Opfern des Krieges 2006 einen Einsatz durch die israelische Armee vermuten. Die Geschosse könnten von Drohnen abgefeuert worden sein, eine Bestätigung durch offizielle israelische Stellen erfolgte nicht (Stand: 2006).
Im Januar 2009 berichtete der norwegische Arzt Mads Gilbert, während des Gaza-Kriegs eine „beträchtliche Anzahl“ von Amputationen ohne Splitterverletzungen beobachtet zu haben und vermutete den Einsatz von DIME durch die israelischen Streitkräfte.